# ميكي داف
ميكي داف (بالإنجليزية: Mickey Duff)‏ (7 يونيو 1929 بتارنوف في بولندا - 22 مارس 2014 في المملكة المتحدة) هو ملاكم بريطاني.

## إحصائيات
خاض خلال مسيرته 45 نزالا، فاز في 33 وتعادل في 4 وخسر في 8. فاز بالضربة القاضية في 4 نزالات.

## روابط خارجية
- ميكي داف على موقع IMDb (الإنجليزية)
- ميكي داف على موقع بوكس ريك (الإنجليزية) (registration required)